# Cnodalomyia obtusa
Cnodalomyia obtusa là một loài ruồi trong họ Asilidae. Cnodalomyia obtusa được Hull miêu tả năm 1962. Loài này phân bố ở vùng Tân nhiệt đới.